# Posh Boy Records
Posh Boy Records — американский лейбл звукозаписи, основанный Робби Филдсом, заменяющим учителем средней школы и бывшим курьером LA Times, который увлекался панк-роком. Благодаря лейблу, получила своё развитие панк-сцена Оранж Каунти конца 1970-х. 
Релизы лейбла были в постоянной ротации передачи Родни Бингенхеймера на Лос-Анджелесской радиостанции KROQ FM, и некоторые из них, особенно спродюсированная Филдсом песня «Amoeba» хардкор-группы Adolescents и кавер-версия песни Sparks «You Ready For The Sex Girls», исполненная Gleaming Spires, попали в регулярную ротацию. 
Среди большого количества групп, чьи первые записи вышли на лейбле, были TSOL и Social Distortion. 
С наступлением 2000-х, лейбл продолжил выпуск записей в виде семидюймовых виниловых пластинок. Последним релизом лейбла является семидюймовый сингл анахаймской альтернативной группы The Willowz, выпущенный в 2003 году. 
Самым успешным релизом лейбла считается дебютный альбом сёрф-панк-группы Agent Orange Living in Darkness, содержащий гимн экстремальному спорту «Bloodstains», на который записали кавер-версии множество групп, включая The Offspring для фильма 2000 года К бою готовы (Ready to Rumble), с Дэвидом Аркеттом и Скоттом Кааном в главных ролях.  

## Артисты, выпускавшиеся на лейбле
- TSOL
- Adolescents
- Black Flag
- Circle Jerks
- Glü Gun
- The Nuns
- Channel 3
- Redd Kross
- Social Distortion
- Agent Orange
- Ian North
- Geza X
- Descendents
- Saccharine Trust